# Jastrzębia (gromada w powiecie radomskim, 1962–1968)
Jastrzębia (do 30 XII 1962 Wojciechów) – dawna gromada, czyli najmniejsza jednostka podziału terytorialnego Polskiej Rzeczypospolitej Ludowej w latach 1954–1972.
Gromady, z gromadzkimi radami narodowymi (GRN) jako organami władzy najniższego stopnia na wsi, funkcjonowały od reformy reorganizującej administrację wiejską przeprowadzonej jesienią 1954 do momentu ich zniesienia z dniem 1 stycznia 1973, tym samym wypierając organizację gminną w latach 1954–1972.
Gromadę Jastrzębia z siedzibą GRN w Jastrzębi utworzono 31 grudnia 1962 w powiecie radomskim w woj. kieleckim w związku z przeniesieniem siedziby GRN gromady Wojciechów  z Wojciechowa do Jastrzębi i przemianowaniem jednostki na gromada Jastrzębia.
W 1965 roku gromada miała 15 członków gromadzkiej rady narodowej.
Gromadę zniesiono 1 stycznia 1969, a jej obszar włączono do gromady Lesiów.